# Czarna księga kobiet
Czarna księga kobiet – książka będąca zbiorem artykułów, raportów i świadectw ponad czterdziestu autorek i autorów na temat statusu kobiet na świecie, podejmująca problematykę z zakresu praw człowieka.
Książka pod redakcją Christine Ockrent ukazała się oryginalnie po francusku pod tytułem Le livre noir de la condition des femmes w 2006 roku. We Francji rozeszła się w nakładzie ponad 70 tys. egzemplarzy. Została wydana również m.in. w Hiszpanii, Holandii, Niemczech, Portugalii, Szwecji i Włoszech.

## Zawartość
Teksty pogrupowane są w ramach następujących części i poruszają następujące zagadnienia:
- Bezpieczeństwo osobiste (m.in. gwałt, zbrodnie honoru, kobietobójstwo);
- Nietykalność. Prawo do zachowania integralności cielesnej (m.in. ekscyzja, umieralność okołoporodowa kobiet, przemoc małżeńska)
- Wolność (m.in. prawa cywilne, wymuszone małżeństwa, prawo do przerywania ciąży);
- Godność (m.in. handel kobietami, turystyka seksualna, homofobia);
- Równość (m.in. prawa wyborcze, uczestnictwo w życiu politycznym, edukacja).

Czarna księga kobiet zawiera także następujące akty prawne:
- Karta Narodów Zjednoczonych (fragmenty);
- Światowa Konferencja Praw Człowieka: Deklaracja wiedeńska i Program działania (fragmenty);
- Międzynarodowa Konferencja na rzecz Ludności i Rozwoju: Równość kobiet i mężczyzn z perspektywy tożsamości płci, sprawiedliwość i uwłasnowolnienie kobiet (fragmenty);
- Deklaracja o Eliminacji Przemocy Wobec Kobiet;
- Deklaracja pekińska (1995);
- Konwencja w Sprawie Eliminacji Wszelkich Form Dyskryminacji Kobiet i protokół fakultatywny do niej.

## Polskie wydanie
Polskie wydanie ukazało się w 2007 roku nakładem Wydawnictwa W.A.B. i zostało uzupełnione tekstami:
- Małgorzata Fuszara: Polityka jako obszar nierówności kobiet i mężczyzn w Polsce;
- Monika Płatek: Rzecz o bezpieczeństwie kobiet w prawie karnym;
- Magdalena Środa: Kobiety, kościół, katolicyzm;
- Wanda Nowicka: Prawa reprodukcyjne w Polsce.